# BLT-sandwich

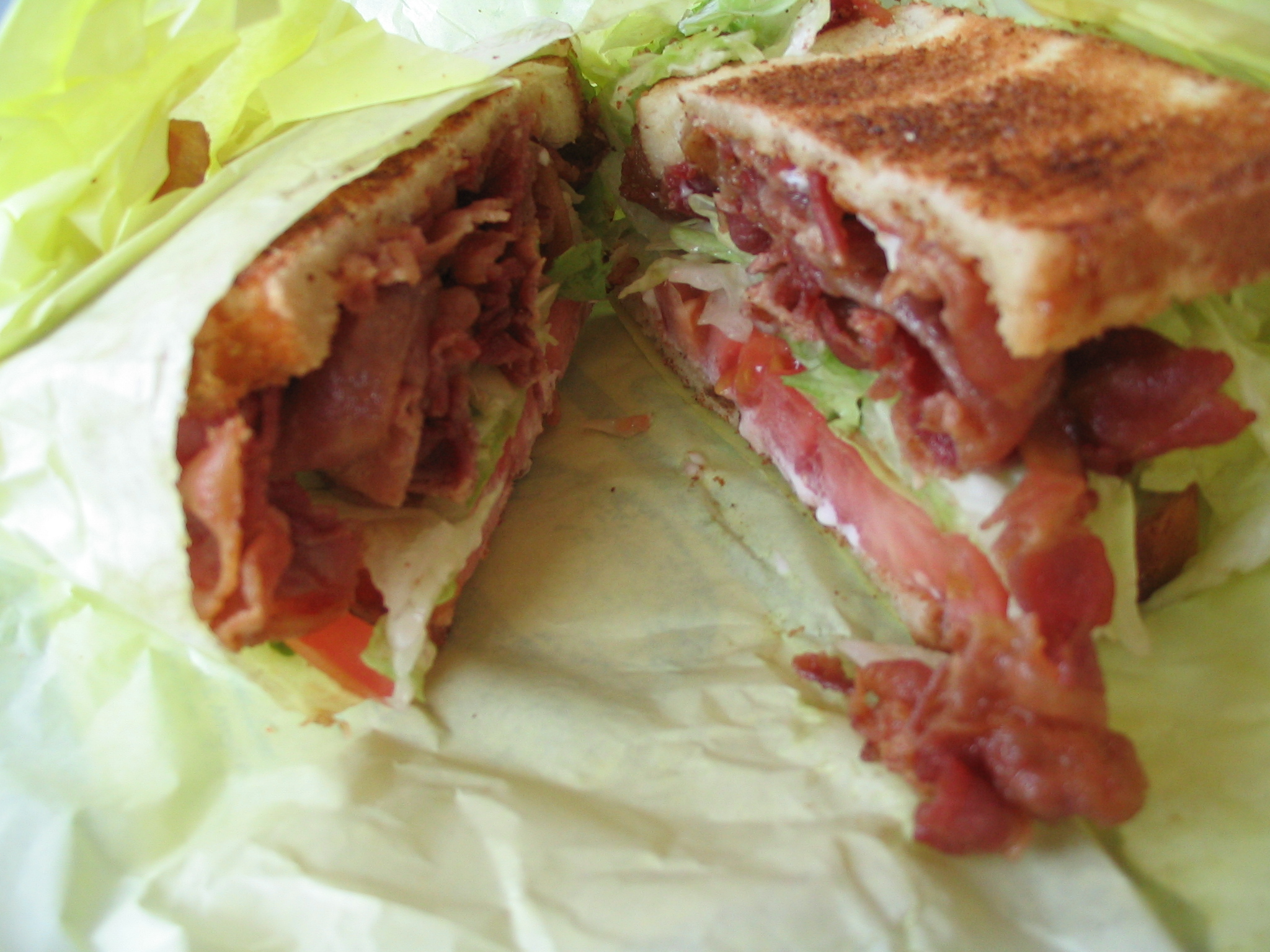
Een BLT-sandwich

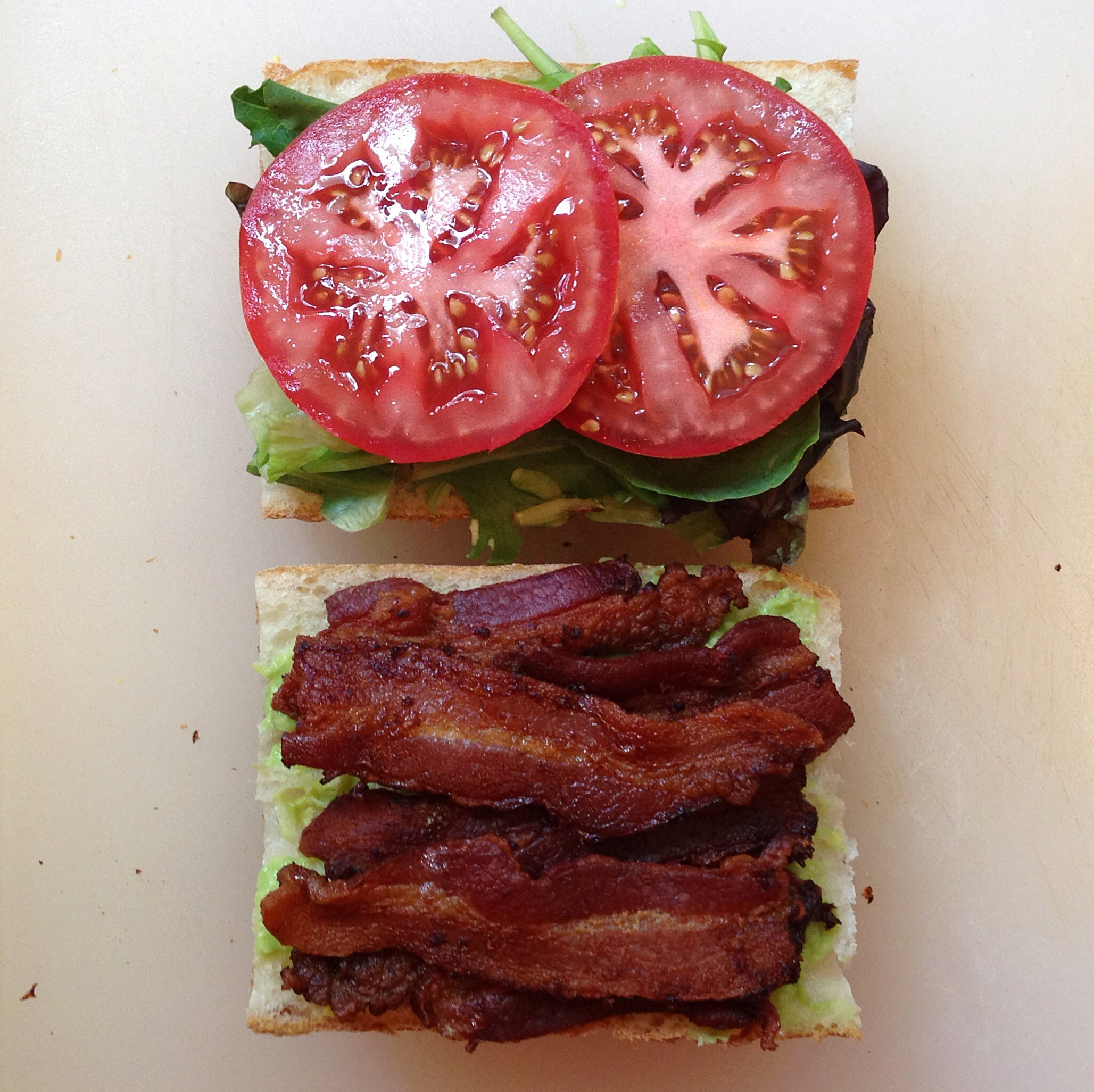
Bereiding van een BLT-sandwich

Een BLT-sandwich is een variant van de sandwich waarvan de naam verwijst naar de hoofdingrediënten Bacon (spek), Lettuce (sla) en Tomato (tomaat). Deze drie componenten worden geserveerd tussen twee sneetjes met mayonaise bestreken brood of toast.

## Geschiedenis
Het eerst bekende recept van de BLT-sandwich is afkomstig uit het boek Seven Hundred Sandwiches van Florence A. Cowles in 1929. De sandwich werd hier echter nog ´bacon sandwich´ genoemd. Na de Tweede Wereldoorlog werden sandwiches met spek, tomaat en sla populair, omdat deze ingrediënten toen het gehele jaar verkrijgbaar werden in de supermarkt. Vanaf ongeveer 1970 wordt de afkorting BLT gebruikt als naam voor deze sandwich.

## Trivia
- Een album van Robin Trower en Jack Bruce uit 1981 is genaamd B.L.T.
- In de film Solar Attack (2006) refereert het personage van de president aan de afkorting BLT, waarbij de letters naar andere woorden verwijzen